# Michael Oakeshott
Michael Joseph Oakeshott (Chelsfield, el 11 de diciembre de 1901 – Kent, 19 de diciembre de 1990) fue un filósofo británico especialmente interesado por la filosofía política, la filosofía de la historia, de la educación, de la religión y de la estética. Se le considera ahora como uno de los intelectuales conservadores más significativos del siglo XX. Para Oakeshott, «ser conservador consiste [...] en preferir lo familiar a lo desconocido, lo contrastado a lo no probado, los hechos al misterio, lo real a lo posible, lo limitado a lo ilimitado, lo cercano a lo distante, lo suficiente a lo superabundante, lo conveniente a lo perfecto, la felicidad presente a la dicha utópica».
Distinguió entre «política de la fe», que se basa en la creencia en la bondad natural de los seres humanos y en la búsqueda de la verdad, y «política del escepticismo», es decir, conservadora, cuyo fundamento se halla en «un común esfuerzo para comprender los diversos puntos de vista y buscar un modus vivendi».

## Biografía

### Juventud
Su padre era funcionario y miembro de la Sociedad Fabiana, amigo de George Bernard Shaw. Michael Oakeshott acudió a la escuela de San Jorge en Harpenden entre 1912 y 1920. Los estudios le gustaban y con posterioridad fue amigo del director, Cecil Grant.
In 1920 comenzó a estudiar historia en Cambridge, donde obtuvo su título. En Cambridge se sintió atraído por la obra del filósofo idealista británico J. M. E. McTaggart y por la del historiador medieval Zachary Nugent Brooke.

### Década de 1930
A Oakeshott le desagradó el modo en que Europa cayó en el extremismo político durante los años treinta y en las conferencias de este período que se conservan se muestra su rechazo por el nazismo y el marxismo.

### La Segunda Guerra Mundial
Aunque en su ensayo The Claim of Politics (1939) defendía el derecho de los individuos a no implicarse directamente, en 1941 se alistó en el Ejército Británico para luchar contra Alemania. Participó en la unidad de inteligencia Phantom, que tenía conexiones con el SAS, aunque no llegó a estar en el frente.

### Tras la guerra
En 1945 volvió a Cambridge, donde sólo estuvo hasta 1947, año en que se fue al Nuffield College de Oxford. Sólo pasó un año allí, ya que consiguió plaza como profesor de Ciencia Política en la Escuela de economía de Londres (ocupando la que había dejado Harold Laski). Permaneció en la Escuela de economía de Londres desde 1950 hasta su jubilación en 1969. Se opuso a las movilizaciones estudiantiles de los años sesenta, que consideraba contrarias a los principios de la universidad.

## Filosofía

### Obras tempranas
Los primeros trabajos de Oakeshott, algunos de los cuales se publicaron póstumamente como ¿Qué es la historia? y otros ensayos (2004) y El concepto de una jurisprudencia filosófica (2007), muestran que estaba más interesado en los problemas filosóficos que se derivaban de sus estudios históricos que en la historia, a pesar de que oficialmente era historiador. Algunos de sus primeros ensayos tratan sobre religión (de tipo cristiano "modernista"), aunque después de su primera ruptura matrimonial en 1934 no publicó más sobre el tema excepto un par de páginas de la considerada su obra maestra Sobre la conducta humana . Sin embargo, sus voluminosos Cuadernos (1919) publicados póstumamente muestran una preocupación de toda la vida por la religión y las cuestiones de la mortalidad. En su juventud había considerado tomar las Sagradas Órdenes, pero luego se inclinó por un misticismo romántico.

### Filosofía y modos de experiencia
Oakeshott publicó su primer libro en 1933, Experience and its Modes, cuando tenía treinta y un años. Reconoció la influencia de Georg W. F. Hegel y Francis H. Bradley. Los críticos también notaron semejanzas entre este trabajo y las ideas de pensadores como Robin G. Collingwood y Georg Simmel. El libro sostenía que nuestra experiencia suele ser modal, en el sentido de que casi siempre tenemos una perspectiva rectora del mundo, ya sea práctica o teórica. Se pueden adoptar varios enfoques teóricos del mundo: las ciencias naturales, la historia y la práctica, modos de experiencia bastante separados y no miscibles. Es un error, declaró, tratar la historia según el modelo de las ciencias o interpretar en ella las preocupaciones prácticas actuales.
En esta etapa de su carrera, Oakeshott entendía la filosofía como el mundo visto, en frase de Spinoza, sub specie aeternitatis (bajo el aspecto de la eternidad), libre de presuposiciones, mientras que la ciencia, la historia y el modo práctico se basan en ciertos supuestos. Más tarde Oakeshott adoptó una visión pluralista de los diversos modos de experiencia, siendo la filosofía sólo una voz entre otras, aunque ésta conserva su carácter autocrítico.
Según Oakeshott, los principios dominantes del pensamiento científico e histórico son la cantidad (el mundo sub specie quantitatis) y el pasado (el mundo su specie praeteritorum) respectivamente. Oakeshott distinguió la perspectiva académica sobre el pasado de la práctica, en la que el pasado se ve en términos de su relevancia para nuestro presente y futuro. Su insistencia en la autonomía de la historia lo sitúa cerca de Collingwood, quien también defendió la autonomía del conocimiento histórico.
La visión práctica del mundo (el mundo sub specie voluntatis) presupone las ideas de voluntad y valor. Sólo en términos de estos tiene sentido la acción práctica, por ejemplo en política, economía y ética. Debido a que toda acción está condicionada por presuposiciones, Oakeshott consideró que cualquier intento de cambiar el mundo depende de una escala de valores, que en sí mismos presuponen un contexto en el que esto es preferible a aquello. Incluso la disposición conservadora a mantener el statu quo (siempre que este último sea tolerable) depende de gestionar el cambio inevitable, un punto que desarrolló más tarde en su ensayo Sobre ser conservador.

### Ensayos de posguerra
Durante este período, Oakeshott publicó lo que se convirtió en su obra más conocida durante su vida, la colección titulada Racionalismo en política y otros ensayos (1962), que destacó por su elegancia de estilo. Algunas de sus casi polémicas contra la dirección que estaba tomando Gran Bretaña, en particular hacia el socialismo, le valieron a Oakeshott una reputación de conservador tradicionalista, escéptico sobre el racionalismo y las ideologías rígidas. Bernard Crick lo describió como un «nihilista solitario».
La oposición de Oakeshott al utopismo político se resume en su analogía (posiblemente tomada de un folleto del estadista del siglo XVII George Savile, primer marqués de Halifax, The Character of a Trimmer ) de un barco de estado que no tiene «ni lugar de partida ni destino designado... [y donde] la empresa debe mantenerse a flote en equilibrio». Fue un severo crítico de Edward H. Carr, el historiador de Cambridge de la Rusia soviética, afirmando que Carr era fatalmente acrítico con el régimen bolchevique y tomaba parte de su propaganda al pie de la letra.

### Sobre la conducta humanay la teoría política de Oakeshott
En su ensayo Sobre ser conservador (1956) Oakeshott caracterizó el conservadurismo como una disposición más que una postura política: «Ser conservador [...] es preferir lo familiar a lo desconocido, lo probado a lo no probado, el hecho al misterio, lo actual a lo posible, lo limitado a lo ilimitado, lo cercano a lo lejano, lo suficiente a lo sobreabundante, lo conveniente a lo perfecto, la felicidad presente a la dicha utópica».
La filosofía política de Oakeshott, tal como la expone en Sobre la conducta humana (1975), está libre de cualquier partido político reconocible. La primera parte del libro («Sobre la comprensión teórica de la conducta humana») desarrolla una teoría de la acción humana como el ejercicio de una agencia inteligente en actividades como querer y elegir; la segunda («Sobre la condición civil») analiza las condiciones formales de asociación apropiada para tales agentes inteligentes, descrita como asociación «civil» o legal, y el tercero («Sobre el carácter de un Estado europeo moderno») examina hasta qué punto esta comprensión de la asociación humana ha afectado la política y las ideas políticas en Europa posrenacentista.
Oakeshott sugiere que hubo dos modos o interpretaciones principales de organización política. En la primera, a la que denomina «asociación empresarial» (o universitas), se entiendeque el Estado ilegítimamente impone algún propósito universal (beneficio, salvación, progreso, dominación racial) a sus súbditos. Como su nombre indica, la asociación empresarial es perfectamente apropiada para la gestión de empresas; sin embargo, excepto en emergencias como la guerra, donde todos los recursos deben utilizarse para la búsqueda de la victoria, el Estado no es una empresa propiamente dicha. Por el contrario, la «asociación civil» (o societas) es principalmente una relación jurídica en la que las leyes imponen condiciones obligatorias de acción pero no exigen que los asociados elijan una acción en lugar de otra.
El estilo complejo, técnico y a menudo reprensivo de Sobre la conducta humana encontró pocos lectores, y su recepción inicial fue mayoritariamente de desconcierto. Oakeshott, que rara vez respondía a las críticas, respondió sardónicamente en Political Theory a algunas de las contribuciones hechas en un simposio sobre el libro en la misma revista.
En su libro publicado póstumamente, The Politics of Faith and the Politics of Skepticism, Oakeshott describe las asociaciones empresariales y las asociaciones civiles en términos diferentes. En política, una asociación empresarial se basa en una fe fundamental en la capacidad humana para determinar y captar algún bien universal lo que lleva a la política de la fe y una asociación civil basada en un escepticismo fundamental sobre la capacidad humana para determinar o lograr este bien lo que lleva a la política del escepticismo. Oakeshott considera el poder, especialmente el poder tecnológico, como un prerrequisito necesario para la política de la fe, porque permite a las personas creer que pueden lograr algo grande e implementar las políticas necesarias para lograr su objetivo. La política del escepticismo, por otro lado, se basa en la idea de que el gobierno debería preocuparse por evitar que sucedan cosas malas, en lugar de permitir eventos ambiguamente buenos. Es de suponer que Oakeshott no estaba satisfecho con este libro, que, como gran parte de lo que escribió, nunca publicó.
En Sobre la conducta humana, Oakeshott emplea la analogía del adverbio para describir el tipo de restricción que implica la ley. Las leyes prescriben «condiciones adverbiales»: condicionan nuestras acciones, pero no determinan los fines sustantivos elegidos. Por ejemplo, la ley no dicta que tenga un automóvil, pero si lo tengo debo conducirlo por el mismo lado de la carretera que todos los demás. Esto contrasta con las reglas de las asociaciones empresariales, en las que las acciones requeridas por la dirección son obligatorias para todos.

### Filosofía de la historia
En su último trabajo publicado en vida, Sobre la historia (1983), Oakeshott volvió a la idea de que la historia es un modo distinto de experiencia, pero esta vez basándose en la teoría de la acción desarrollada en su trabajo previo Sobre la conducta humana (1975). Gran parte de Sobre la historia había surgido de los seminarios de posgrado de Oakeshott en la Escuela de Economía de Londres después de su jubilación, y había sido escrito al mismo tiempo que Sobre la conducta humana, a principios de los años setenta. 
Sobre la historia se ha interpretado como una empresa esencialmente neokantiana de elaborar las condiciones de posibilidad del conocimiento histórico, trabajo que Dilthey había iniciado. Los primeros tres ensayos establecen la distinción entre el presente de la experiencia histórica y el presente de la experiencia práctica, así como los conceptos de situación histórica, evento histórico y lo que se entiende por cambio en la historia. Sobre la historia incluye un ensayo sobre jurisprudencia («El Estado de Derecho»). También incluye una reinterpretación de la historia de la torre de Babel en un entorno moderno en el que Oakeshott expresa desdén por la voluntad humana de sacrificar la individualidad, la cultura y la calidad de vida por grandes proyectos colectivos. Atribuye este comportamiento a la fascinación por la novedad, la insatisfacción persistente, la codicia y la falta de autorreflexión.A mediados de la década de 1960, Oakeshott declaró su admiración por Wilhelm Dilthey, uno de los pioneros de la hermenéutica.

### Otros trabajos
Otros trabajos de Oakeshott incluyeron Las doctrinas sociales y políticas de la Europa contemporánea el cual consistía en textos seleccionados que ilustraban las principales doctrinas del liberalismo, nacionalsocialismo, fascismo, comunismo y catolicismo romano (1939). Editó Leviatán (1946) de Thomas Hobbes, con una introducción que algunos estudiosos posteriores han reconocido como una contribución significativa a la literatura. Varios de los escritos de Oakeshott sobre Hobbes fueron recopilados y publicados en 1975 como Hobbes on Civil Association. Con su colega de Cambridge Guy Thompson Griffith, Oakeshott escribió Una guía para los clásicos, o cómo elegir al ganador del Derby (1936), una guía sobre los principios de las apuestas exitosas en las carreras de caballos. Este fue su único trabajo no académico publicado.
Justo antes de morir, Oakeshott aprobó dos colecciones editadas de sus obras, The Voice of Liberal Learning (1989), una colección de sus ensayos sobre educación, y una segunda edición revisada y ampliada de Rationalism in Politics (1991). Las colecciones póstumas de sus escritos incluyen Moralidad y política en la Europa moderna (1993), una serie de conferencias que dio en Harvard en 1958; Religion, Politics, and the Moral Life (1993), ensayos en su mayoría de sus períodos temprano y medio; y The Politics of Faith and the Politics of Skepticism (1996), un manuscrito ya mencionado de la década de 1950, contemporáneo de gran parte de Rationalism in Politics pero escrito en un tono más considerado.
Oakeshott fue autor de más de 150 ensayos y reseñas, la mayoría de los cuales se han vuelto a publicar. La mayor parte de sus artículos se encuentran ahora en el Archivo Oakeshott de la Escuela de Economía de Londres.

## Obras
- 1933. Experience and Its Modes. Cambridge University Press
- 1936. A Guide to the Classics, or, How to Pick the Derby Winner. With G.T. Griffith. London: Faber and Faber
- 1939. The Social and Political Doctrines of Contemporary Europe. Cambridge: Cambridge University Press
- 1941. The Social and Political Doctrines of Contemporary Europe, 2nd edition. Cambridge: Cambridge University Press
- 1942. The Social and Political Doctrines of Contemporary Europe with five additional prefaces by F.A. Ogg. Cambridge: Cambridge University Press
- 1947. A New Guide to the Derby: How to Pick the Winner. With G.T. Griffith. London: Faber and Faber
- 1955. La idea de gobierno en la Europa moderna. Madrid: Ateneo
- 1959. The voice of poetry in the conversation of mankind: an essay. Cambridge: Bowes & Bowes
- 1962. Rationalism in Politics and Other Essays. London: Methuen (Expanded edition – 1991, by Liberty Fund)
- 1966. Rationalismus in der Politik. (trans. K. Streifthau) Neuwied und Berlin: Luchterhard
- 1975. On Human Conduct. Oxford: Oxford University Press
- 1975. Hobbes on Civil Association. Oxford: Basil Blackwell
- 1983. On History and Other Essays. Basil Blackwell
- 1985. La Condotta Umana. Bologna: Società Editrice il Mulino
- 1989. The Voice of Liberal Learning. New Haven and London: Yale University Press

### Obra póstuma
Entre las obras publicadas póstumamente:
- 1991. Rationalism in Politics and Other Essays. Indianapolis: Liberty Press
- 1993. Morality and Politics in Modern Europe. New Haven: Yale University Press
- 1993. Religion, Politics, and the Moral Life. New Haven: Yale University Press
- 1996. The Politics of Faith and the Politics of Skepticism. New Haven: Yale University Press
- 2000. Zuversicht und Skepsis: Zwei Prinzipien neuzeitlicher Politik. (trans. C. Goldmann). Berlin: Fest
- 2004. What Is History? And Other Essays. Thorverton: Imprint Academic
- 2006. Lectures in the History of Political Thought. Thorverton: Imprint Academic
- 2007. The Concept of a Philosophical Jurisprudence: Essays and Reviews 1926–51. Thorverton: Imprint Academic
- 2008. The Vocabulary of a Modern European State: Essays and Reviews 1952–88. Thorverton: Imprint Academic
- 2010. Early Political Writings 1925–30. Thorverton: Imprint Academic